# Batalha das Águas de Merom
De acordo com a Bíblia, a Batalha das Águas de Merom foi uma batalha entre os israelitas e uma coalizão de cidades-estados da Cananeia.
Cerca de 40 anos antes da batalha, os israelitas escaparam da escravidão no Egito, o Êxodo, liderados por Moisés. Eles entraram em Canaã, onde uma aliança de cidades-estados no norte de Canaã enviou uma força para deter a invasão israelita. Os israelitas contra-atacaram, reunindo as suas tropas inconscientes e derrotando-os com um espantoso assalto frontal. A batalha é descrita em Josué capítulo 11.